# نصرت‌الله معتمدی
نصرت‌الله معتمدی نویسنده، پژوهشگر و رئیس سابق موزه ملی ایران بود. 

## کاوش‌ها
معتمدی به عنوان سرپرست تیم باستان‌شناسی چند محوطه باستانی را کاوش کرده است. 
- قلعه زیویه :کاوش این قلعه در سال ۱۳۵۵ زیر نظر نصرت‌الله معتمدی آغاز شد و گرچه با وقوع انقلاب ناتمام ماند، اما دوباره از سال ۱۳۷۳ پی گرفته شد.

- قلعه کهزاد‌‌؛ این قلعه در سال ۱۳۶۴ه.ش توسط هیئتی از مرکز باستانشناسی ایران کشف و مطالعاتی در مورد آن انجام گرفت، سپس در پاییز ۱۳۶۷ه.ش توسط هیئتی به سرپرستی  نصرت الله معتمدی به مدت ۴۵ روز مورد کاوش قرار گرفت. [۵] [۳]

## الواح هخامنشی
نصرت‌الله معتمدی پس از پیروزی انقلاب اسلامی در ساله‌های ١٣۶٠ تا ١٣۶١ مدیریت موزه ملی ایران را برعهده داشت. 
در اوایل انقلاب اسلامی یکی از  الواح هخامنشی توسط مدیریت وقت نصرت‌الله معتمدی از بین رفت. سرقت دو لوح در سال ١٣٧٧ هنگامی که شاهرخ رزمجو کتیبه‌های موزه را سامان داده کشف شد. او به الواح هخامنشی که می‌رسد متوجه نبود دو کتیبه می‌شود. مأموران آگاهی به ماجرا وارد می‌شوند و بازپرسی‌ها آغاز و پرده از اتفاق مهمی برداشته می‌شود. 
معتمدی لوح نقره را بازمی‌گرداند ولی مدعی شد که لوح طلا را آب کرده و با پول آن پیکان خریده است.